# Comuna Marînopil, Halîci
Marînopil (în ucraineană Маринопіль) a fost o comună în raionul Halîci, regiunea Ivano-Frankivsk, Ucraina, formată din satele Marînopil (reședința) și Vodnîkî.

## Demografie
Componența lingvistică a comunei Marînopil
     Ucraineană (99,47%)
     Alte limbi (0,33%)
Conform recensământului din 2001, majoritatea populației comunei Marînopil era vorbitoare de ucraineană (99,47%), existând în minoritate și vorbitori de alte limbi.